# Гос Блаф
Гос Блаф (Gosses Bluff или Gosse's Bluff) е масивен кратер, обграден със скали, образуван от падането на комета върху земната повърхност, на територията на Австралия, близо до Ейърс Рок и град Алис Спрингс. Падналата, преди 130 000 000 години, кометата представлявала огромна маса от замръзнал въглероден диоксид, лед и прах с диаметър 600 м и при навлизането си в атмосферата, тя се превърнала буквално в огромна пещ, а сблъсъка и със Земята предизвикал изхвърлянето на отломки и прах във формата на гъба. Този облак от прах и отломки закрил слънцето и затъмнил небето над Южното пълукълбо в продължение на месеци. Ударната сила била хиляди пъти по-голяма от хвърлената над Хирошима атомна бомба през 1945 г.
Ямата, която кометата издълбала, е дълбока 800 м и има площ от 400 кв. км. В миналото кратерът е имал диаметър 20 км, но от действието на ерозията се е свил до настоящите 4 км, като е останал само централната част.
Окриването на Гос Блаф през 1873 г. се приписва на изследователя Едмънд Гос. През 1875 г. местността е изследвана и от Ърнест Джайлс.